# Aéroport international de Gimhae

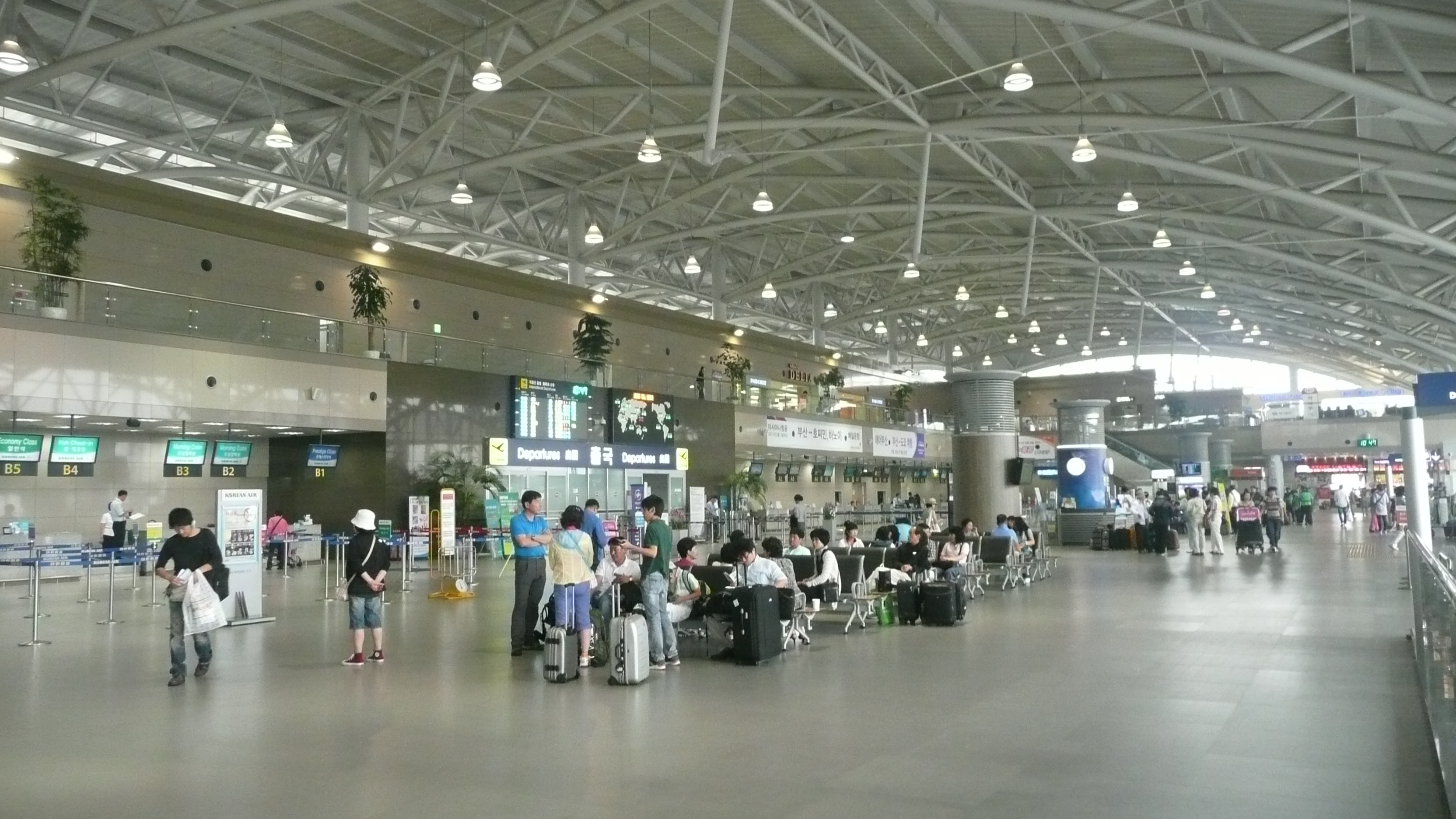
À l'intérieur de l'aéroport international de Gimhae

L'aéroport international de Gimhae (coréen : 김해국제공항, romanisé en Gimhae Gukje Gonghang) (code IATA : PUS • code OACI : RKPK) est situé dans l'arrondissement Gangseo de la ville de Pusan, en Corée du Sud. En 2011, l'aéroport a accueilli 8 749 153 passagers.
Il a ouvert en 1976. Un nouveau terminal international a été ajouté le 31 octobre 2007. Il s'agit de la plateforme de correspondance principale de Air Busan. La piste 18L/36R n'est utilisée qu'à des fins militaires, mais à cause de la croissance du trafic aérien, celle-ci pourrait être ouverte aux avions de ligne.

## Situation
| \| 50 km1:8 448 000 \| Cheongju Daegu Busan · Gimhae Séoul · Gimpo Gunsan Gwangju Séoul · Incheon Jeju Muan Pohang Sachéon Ulsan Wonju Yangyang Yeosu |
| 50 km1:8 448 000 |

- Liste des aéroports de Corée du Sud

## Statistiques
Pour des raisons techniques, il est temporairement impossible d'afficher le graphique qui aurait dû être présenté ici.

Voir la requête brute et les sources sur Wikidata.

## Compagnies aériennes et destinations
| Compagnies              | Destinations |
| ----------------------- | --- |
| AirAsia X               | Kuala Lumpur |
| Air Busan               | Mactan-Cebu, Đà Nẵng, Fukuoka, Guam-A.-B.-Won-Pat, Haikou, Hanoï-Nội Bài, Hô Chi Minh Ville (Tân Sơn Nhất), Hong Kong, Jeju, Kalibo, Kaohsiung, Kota Kinabalu, Macao, Nagoya-Chūbu, Cam Ranh, Osaka-Kansai, Qingdao-Jiaodong, Saipan, Sanya-Phénix, Séoul-Gimpo, Siem Reap-Angkor, Taïwan-Taoyuan, Tokyo-Narita, Oulan Bator-Buyant Ukhaa, Vientiane-Wattay, Vladivostok, Xi'an-Xianyang, Yanji, Zhangjiajie |
| Air China               | Pékin-Capitale |
| Air Seoul               | Jeju, Séoul-Gimpo |
| Asiana Airlines         | Pékin-Capitale, Đà Nẵng, Canton-Baiyun, Hangzhou-Xiaoshan, Séoul-Gimpo, Shanghai-Pudong, Shenyang |
| Aurora                  | Vladivostok |
| China Airlines          | Taïwan-Taoyuan |
| China Eastern Airlines  | Shanghai-Pudong |
| China Southern Airlines | Canton-Baiyun |
| Eastar Jet              | Bangkok-Suvarnabhumi, Hualien, Jeju, Kota Kinabalu, Taïwan-Taoyuan |
| Finnair                 | Helsinki-Vantaa |
| HK Express              | Hong Kong |
| Japan Airlines          | Tokyo-Narita |
| Jeju Air                | Bangkok-Suvarnabhumi, Mactan-Cebu, Đà Nẵng, Fukuoka, Guam-A.-B.-Won-Pat, Jeju, Osaka-Kansai, Saipan, Shin-Chitose, Séoul-Gimpo, Shijiazhuang, Singapour-Changi (reprend le 24 juin 2022), Taïwan-Taoyuan, Tokyo-Narita En saison : Chiang Mai |
| Jin Air                 | Bangkok-Suvarnabhumi, Mactan-Cebu, Clark, Đà Nẵng, Fukuoka, Guam-A.-B.-Won-Pat, Jeju, Okinawa-Naha, Séoul-Gimpo |
| Korean Air              | Bangkok-Suvarnabhumi, Pékin-Capitale, Đà Nẵng, Fukuoka, Jeju, Nagoya-Chūbu, Nankin, Qingdao-Jiaodong, Séoul-Gimpo, Shanghai-Pudong, Taïwan-Taoyuan, Tokyo-Narita |
| MIAT Mongolian Airlines | Oulan-Bator-Gengis Khan (nouveau) |
| Pan Pacific Airlines    | Kalibo |
| Philippine Airlines     | Manille-N. Aquino |
| Philippines AirAsia     | Kalibo |
| Royal Air Philippines   | Clark (débute 14 juillet 2022) |
| Shanghai Airlines       | Shanghai-Pudong |
| Singapore Airlines      | Singapour-Changi |
| Tigerair Taiwan         | Taïwan-Taoyuan |
| T'way Air               | Đà Nẵng, Hanoï-Nội Bài, Jeju, Kaohsiung, Osaka-Kansai, Séoul-Gimpo, Taichung, Vientiane-Wattay |
| Vietjet Air             | Hanoï-Nội Bài, Cam Ranh |
| Vietnam Airlines        | Đà Nẵng, Hanoï-Nội Bài, Hô Chi Minh Ville (Tân Sơn Nhất) |

Édité le 28/05/2022